# Homoki gyík
A homoki gyík (Podarcis tauricus) dél- és kelet-európai hüllőfaj, mely a gyíkok alrendjébe (Sauria), azon belül pedig a nyakörvösgyíkfélék családjába (Lacertidae) tartozik.

## Előfordulása
A homoki gyík a Balkán déli és keleti területeinek, a Kárpát-medence egyes részeinek, az Al-Duna vidékének és a Krím félszigetének lakója. Élőhelyét tekintve nem válogatós, hegyi sztyeppréteken, árokfalakon, lombhullató erdőkben egyaránt megtalálható. A szigetszerű magyarországi állomány a Duna-Tisza közén összpontosul, de a Tiszántúl északi területein és Szeged környékén is előfordul a szárazabb, homokos síkvidékeken.

## Megjelenése
16-18 centiméteres hosszúságúra nő meg, teste karcsú, farka hosszú, feje lapos és keskeny. Lábai is meglehetősen vékonyak, hosszúak. A homoki gyík meglehetősen tarka. Hátának alapszíne sárgás- vagy szürkésbarna. A gerinc mentén összefüggő zöld sáv húzódik (hímeknél fűzöld, nőstényeknél fakóbb), az oldalakon sötét foltokból álló, nem összefüggő szalagok húzódnak végig, melyek között vékony sárgás vagy piszkosfehér vonal fut. A hímek álla és torka fehér, hasoldaluk kobaltkék pontsorral határolt hasoldala alapvetően sárgásfehér, de nászidőszakban narancssárga lesz, míg a nőstényeké tompa fehér. A kis gyíkok színezete tompább, alapvetően dióbarna. A háti csíkjuk szürkészöld.

## Életmódja
Rendkívül félénk, gyors mozgású gyík: ha megzavarják, nyomban eltűnik egy üregben, amit nem ritkán maga ás. Erre szükség is van, hiszen számos ellenfele van, elsősorban a madarak közül. Rendkívül melegigényes, ezért kizárólag napos órákban találkozhatunk vele. Táplálékát mindenekelőtt ízeltlábúak (rovarok, pókok) képezik. Október közepétől április közepéig száraz, fagymentes helyen, a talajba beásva telel.

## Szaporodása
Nem sokkal a tavaszi aktivizálódás után sor kerül a párzásra. A nőstény 2-6 puha tojását június elején rakja le, és földdel temeti be őket. Az időjárástól függően általában szeptember elején kelnek ki a kis gyíkok, amelyek azonnal önálló életet kezdenek.

## Védettsége
A homoki gyíkot elsősorban élőhelyének beszűkülése (erdősítés, a legeltetés felhagyását követő cserjeszukcesszió) fenyegeti, de sok természetes ellensége is van. Állománya ettől eltekintve nagyjából stabilnak mondható, a Természetvédelmi Világszövetség értékelése szerint nem fenyegetett. Mint minden hazai kétéltű és hüllő, a legritkább magyarországi gyíkfajnak számító homoki gyík is védett. Természetvédelmi értékét 10 000 forintban szabták meg.